# IIe gouvernement de la République (Espagne)
Seconde Républiqe espagnol
Ire gouvernement de la République Azaña II
Le IIe gouvernement de la République est le gouvernement de la République espagnole en fonction le 14 octobre 1931 au 16 décembre 1931, il fait partie des gouvernements provisoires de la Seconde République espagnole jusqu'à l'adoption de la nouvelle constitution.

## Composition
| Portefeuille                                         | Titulaires | Titulaires                | Parti    |
| ---------------------------------------------------- | ---------- | ------------------------- | -------- |
| Président du Conseil Ministre de la Guerre           |            | Manuel Azaña              | AR       |
| Ministre d'État                                      |            | Alejandro Lerroux         | PRR      |
| Ministre de la Justice                               |            | Fernando de los Ríos      | PSOE     |
| Ministre de la Marine                                |            | José Giral                | AR       |
| Ministre des Finances                                |            | Indalecio Prieto          | PSOE     |
| Ministre du Gouvernement                             |            | Santiago Casares Quiroga  | ORGA     |
| Ministre de l'Instruction publique et des Beaux-arts |            | Marcelino Domingo         | PRRS     |
| Ministre de l'Équipement                             |            | Álvaro de Albornoz        | PRRS     |
| Ministre du Travail et de la Santé                   |            | Francisco Largo Caballero | PSOE     |
| Ministre de l'Économie national                      |            | Lluís Nicolau d'Olwer     | ACR (es) |
| Ministre des Communications                          |            | Diego Martínez Barrio     | PRR      |